# Urhunden (tecknad serie)

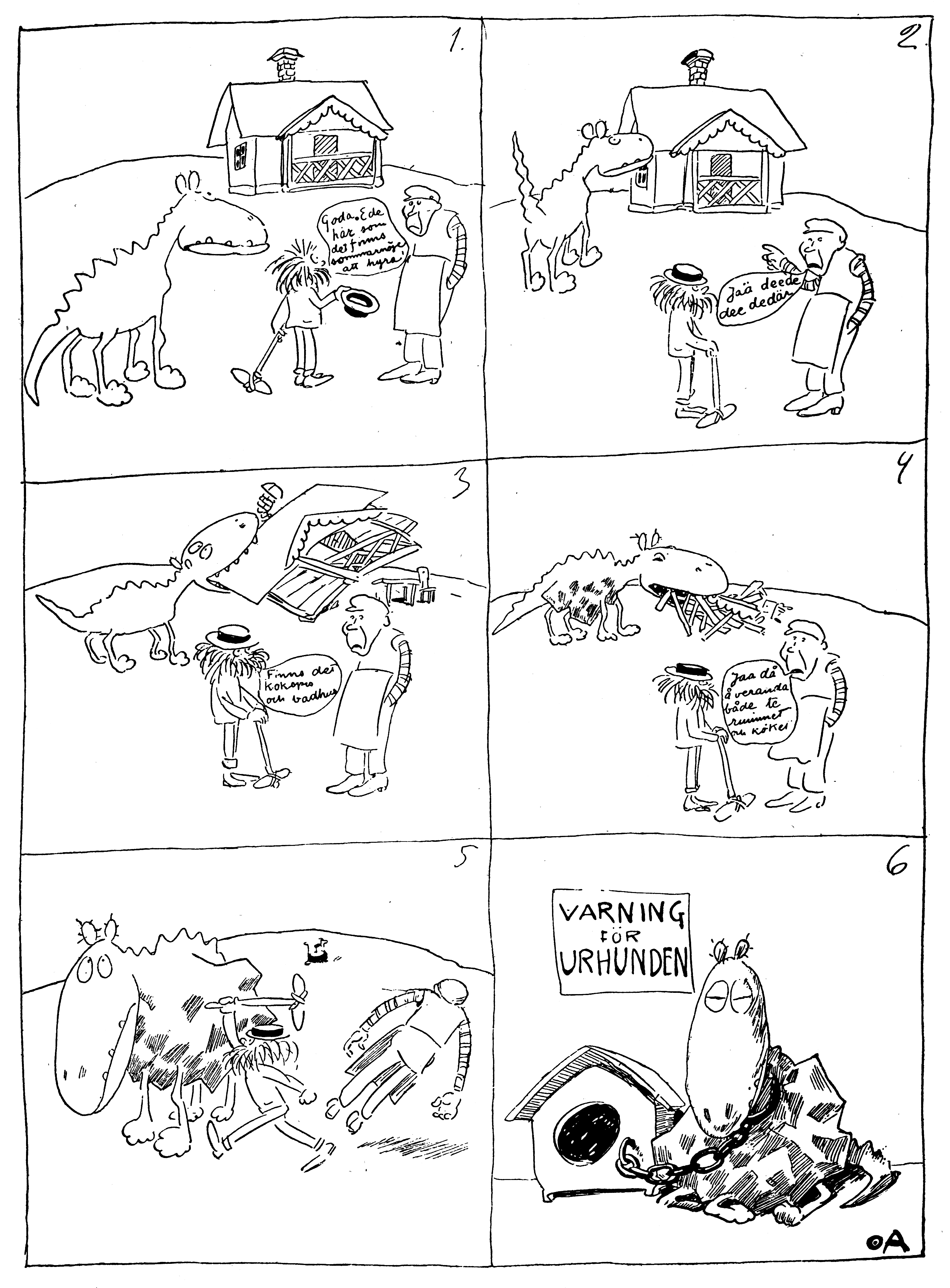
Serieavsnittet "Urhunden på sommarnöje".

Urhunden är en svensk tecknad serie skapad av Oskar Andersson (OA) vid 1900-talets början. Titelfiguren är en blandning av en hund och en dinosaurie, med oberäkneligt och ofta drastiskt beteende. Serien gav 1987 namn åt Seriefrämjandets prisplakett.

## Stil
Urhunden-figurens beteende är högst oförutsägbart och kan sägas spegla en annan av OA:s kända skapelser, Mannen som gör vad som faller honom in. "Hunden" är inte bra på att föra sig i sociala sammanhang och har bland annat både glupande aptit och varierande kost.

## Senare publiceringar
Serien tecknades i ett begränsat antal avsnitt, som i många fall kan hittas återtryckta i samlingsutgåvor med verk av Oskar Andersson (se verklista). I modern tid har Urhunden publicerats i den svenska serietidningen Don Martin. Några reprissidor gästade även ett nummer av serietidningen Åsa-Nisse (nr 8/1979).

## Eftermäle
- Urhunden gav namn åt ett seriefanzin som kom ut i fyra nummer under åren 1973–76.[2]
- Serien/serieguren har givit namn åt Seriefrämjandets seriepris Urhunden. Prisplaketten pryds av en kliché med slutbilden från Urhunden-avsnittet "Urhunden på sommarnöje".